# Xã White, Quận Pierce, Bắc Dakota
Xã White (tiếng Anh: White Township) là một xã thuộc quận Pierce, tiểu bang Bắc Dakota, Hoa Kỳ. Năm 2010, dân số của xã này là 49 người.